# Brampton Bryan Castle
Brampton Bryan Castle är ett slott i Storbritannien.   Det ligger i grevskapet Herefordshire och riksdelen England, i den södra delen av landet, 210 km väster om huvudstaden London. Brampton Bryan Castle ligger 143 meter över havet.
Terrängen runt Brampton Bryan Castle är kuperad åt nordväst, men åt sydost är den platt. Runt Brampton Bryan Castle är det ganska tätbefolkat, med 93 invånare per kvadratkilometer. Närmaste större samhälle är Ludlow, 14,8 km öster om Brampton Bryan Castle. I omgivningarna runt Brampton Bryan Castle växer i huvudsak blandskog.